# Белинское (Калининградская область)
Белинское (до 1938 — Абеллинен (нем. Abellienen), до 1947 — Ильменхаген (нем. Ilmenhagen)) — посёлок в Озёрском городском округе Калининградской области. 

## География
Посёлок расположен на берегу реки Бородинка в 30 км на запад от Озёрска и в 9 км на северо-запад от посёлка Мальцево.  

## История
Имение Абеллинен известно с 1785 года, когда в нем проживало 118 человек. В 1874 году Абеллинен стал административным центром одноименного сельского округа в районе Гердауэн административного округа Кёнигсберг Восточной Пруссии. В состав сельского округа Абеллинен входили населённые пункты: Клайн Поллайкен, Плагбуден, Абеллинен, Гросс Поллайкен, Вольфсхёхе. В 1938 году посёлок был переименован в Ильменхаген.
После Второй мировой войны в 1947 году посёлок переименован в Белинское и отнесен к Некрасовскому сельскому совету Озерского района. С 2008 по 2014 год Белинское входило в состав Новостроевского сельского поселения, с 2015 по 2020 год — в Озерский городской округ, с 2022 года - в Озерский муниципальный округ.

## Население
| 1785 | 1818 | 1910 | 2002 | 2010 |
| ---- | ---- | ---- | ---- | ---- |
| 118  | ↘64  | ↗136 | ↘67  | ↘39  |